# Lispocephala dentata
Lispocephala dentata är en tvåvingeart som beskrevs av Hardy 1981. Lispocephala dentata ingår i släktet Lispocephala och familjen husflugor. Inga underarter finns listade i Catalogue of Life.